# Vögelsen
Vögelsen is een gemeente in de Duitse deelstaat Nedersaksen. De gemeente maakt deel uit van de Samtgemeinde Bardowick in het Landkreis Lüneburg. Vögelsen telt 2.419 inwoners.

## Geografie, infrastructuur
Vögelsen is relatief goed per openbaar vervoer bereikbaar. Eén van de stadsbuslijnen (5009) van het direct ten oosten van Vögelsen gelegen Lüneburg rijdt op werkdagen overdag ieder half uur tussen het dorp en de stad Lüneburg v.v.. Slechts twee kilometer ten noordoosten van het dorp ligt Station Bardowick.

## Geschiedenis, economie
Rond 1158 (in dat jaar wordt voor het eerst in een document melding van het plaatsje gemaakt) bestond hier al een boerendorp, met uiteindelijk 8 boerderijen. Het dorp dankt zijn naam en dorpswapen aan het feit, dat de kuifleeuwerik er in het verleden een veel voorkomende vogel was.

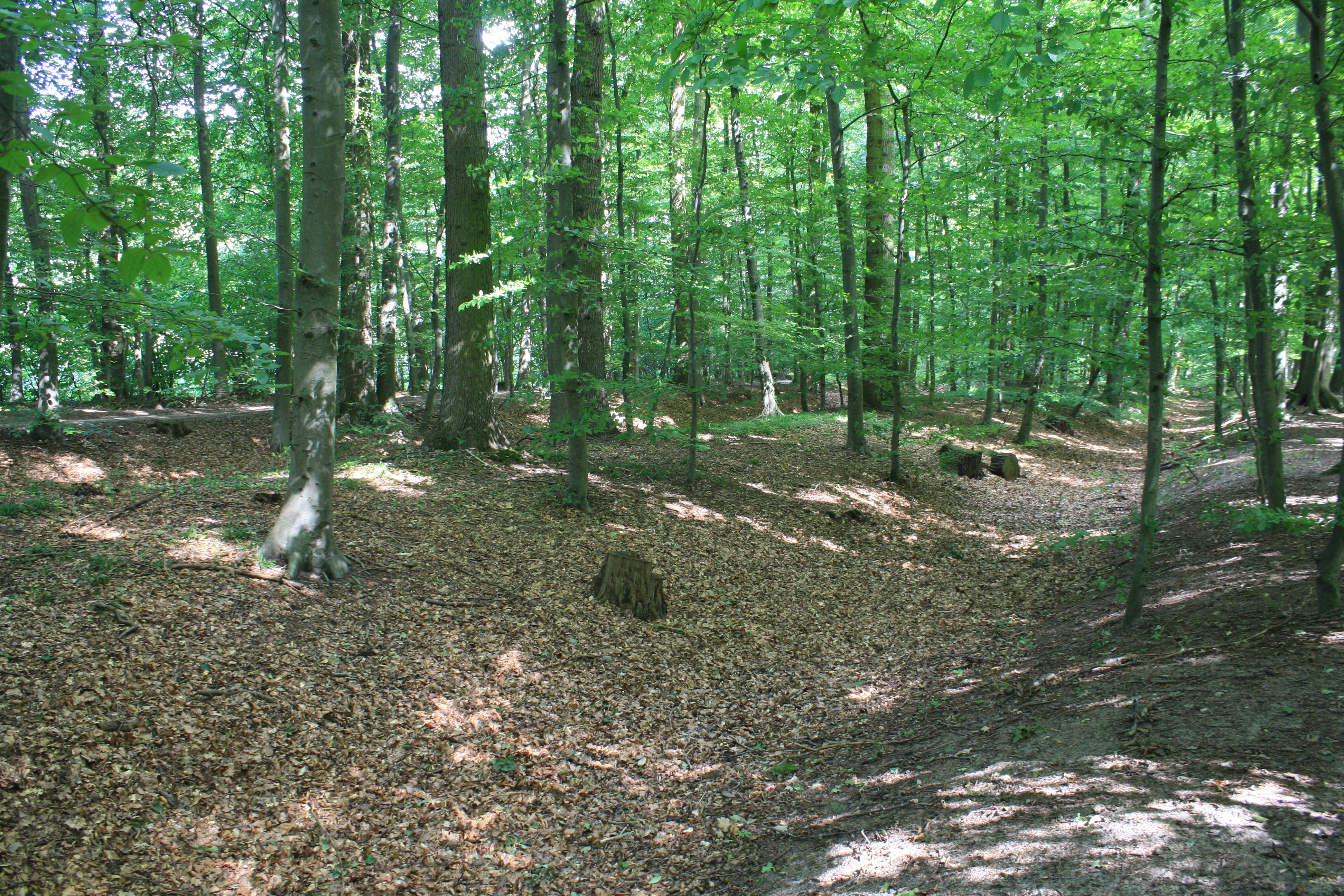
Alte Lüneburger Landwehr tussen Vögelsen en Bardowick

Tussen het zuidelijke buurdorp Reppenstedt, de oostrand van het dorp Vögelsen en het noordoostelijke buurstadje Bardowick is een gedeelte van een uit circa 1400 daterende landweer bewaard gebleven. Over de nog bestaande wal loopt een voor wandelaars toegankelijk pad. De landweer werd destijds door de stad Lüneburg aangelegd om te voorkomen, dat langstrekkende kooplieden, die gebonden waren aan het stapelrecht van Lüneburg, met hun karren om de stad en dus de stapelplicht heen zouden rijden.
Vögelsen werd na de Tweede Wereldoorlog een dorp met rustige, ruime woonwijken voor forensen en gepensioneerden uit met name het naburige Lüneburg.

## Overige informatie
Rondom het dorp zijn door de gemeente enige wandel- en fietsroutes uitgezet, zie: www.voegelsen.de/wanderungen-radtouren/ Gemeente Vögelsen: wandel- en fietsroutes
- Gemeinsame Normdatei: 10045318-1
- Virtual International Authority File: 152229123

Adendorf · 
Amelinghausen · 
Amt Neuhaus · 
Artlenburg · 
Bardowick · 
Barendorf · 
Barnstedt · 
Barum · 
Betzendorf · 
Bleckede · 
Boitze · 
Brietlingen · 
Dahlem · 
Dahlenburg · 
Deutsch Evern · 
Echem · 
Embsen · 
Handorf · 
Hittbergen · 
Hohnstorf (Elbe) · 
Kirchgellersen · 
Lüdersburg · 
Lüneburg · 
Mechtersen · 
Melbeck · 
Nahrendorf · 
Neetze · 
Oldendorf (Luhe) · 
Radbruch · 
Rehlingen · 
Reinstorf · 
Reppenstedt · 
Rullstorf · 
Scharnebeck · 
Soderstorf · 
Südergellersen · 
Thomasburg · 
Tosterglope · 
Vastorf · 
Vögelsen · 
Wendisch Evern · 
Westergellersen · 
Wittorf